# Choose or Die
Choose or Die (literalment «Tria o mor»; antigament titulada CURS>R) és una pel·lícula de thriller i de terror britànica del 2022 dirigida per Toby Meakins en el seu debut com a director. La pel·lícula és protagonitzada per Iola Evans, Asa Butterfield, Robert Englund i Eddie Marsan.
Choose or Die va ser publicar el 15 d'abril de 2022 a Netflix, que el 7 de maig va incorporar els subtítols en català traduïts per Albert Vilalta.

## Repartiment
- Iola Evans com a Kayla, una estudiant que abandona la universitat, treballa netejant vidres i es veu arrossegada pel malson de CURS>R[2]
- Asa Butterfield com a Isaac, amic de la Kayla
- Robert Englund com una versió ficcionada d'ell mateix que és el "director del terror" de CURS>R
- Angela Griffin com a Thea, mare de la Kayla
- Ryan Gage as Lance, un propietari que victimitza la Thea amb drogues, prostitució i abusos psicològics/sexuals greus
- Eddie Marsan com a Hal
- Kate Fleetwood com a Laura
- Pete Machale com a Gabe
- Kaylenn Aires Fonseca com a Ricky
- Ioanna Kimbook com a Grace
- Joe Bolland com a Beck
- George Hannigan com a jugador adolescent

## Producció
El juny de 2021, es va anunciar que Butterfield, Evans i Marsan van ser elegits per formar part del repartiment d'actors de la pel·lícula.
El rodatge es va produir a Londres i va concloure l'abril de 2021.
El 30 de març de 2022, es va anunciar que Liam Howlett, membre del grup The Prodigy, compondria la banda sonora.

## Estrena
Netflix va adquirir els drets de distribució mundial de la pel·lícula el juliol de 2021.